# Kamienka (Humenné)
|  | No s'ha de confondre amb Kamienka (Stará Ľubovňa). |

Kamienka és un poble i municipi d'Eslovàquia. Es troba a la regió de Prešov, al nord del país.

## Història
La primera referència escrita de la vila data del 1451.

## Demografia
| Godina             | 1994 | 2004    | 2014   | 2024   |
| ------------------ | ---- | ------- | ------ | ------ |
| Nombre de persones | 512  | 566     | 529    | 533    |
| Diferència         |      | +10,54% | −6,53% | +0,75% |

| Godina             | 2023 | 2024   |
| ------------------ | ---- | ------ |
| Nombre de persones | 537  | 533    |
| Diferència         |      | −0,74% |